# 魏城镇 (绵阳市)
魏城镇，是中华人民共和国四川省绵阳市游仙区下辖的一个乡镇级行政单位。2019年12月，撤销徐家镇和东宣镇，将其所属行政区域划归魏城镇管辖，魏城镇人民政府驻正兴街192号。

## 行政区划
魏城镇下辖以下地区：
桂花社区、莲华社区、红岩村、绣山村、六合村、青杠村、牌坊村、荣发村、油坊村、铁炉村、七里村、玉珠村、先锋村、花庙村、关帝村、郑家沟村、箭杆岭村、青林村、陆山村、莲花村、黄莲村、群益村、文昌宫村、圣水村、金华村和莲池寺村。